# La Marraine de Charley (film, 1952)
Pour les articles homonymes, voir La Marraine de Charley.
Pour plus de détails, voir Fiche technique et Distribution.
La Marraine de Charley (Where's Charley?) est un film britannique réalisé par David Butler, sorti en 1952.

## Fiche technique
- Titre original : Where's Charley?
- Titre français : La Marraine de Charley
- Réalisation : David Butler d'après la pièce de Brandon Thomas
- Scénario : John Monks Jr.
- Photographie : Erwin Hillier
- Montage : Reginald Mills
- Pays d'origine : Royaume-Uni
- Format : Couleurs - 1,37:1 - Mono
- Genre : comédie
- Date de sortie : 1952

## Distribution
- Ray Bolger : Charley Wykeham
- Allyn Ann McLerie : Amy Spettigue
- Robert Shackleton : Jack Chesney
- Horace Cooper : Stephen Spettigue
- Margaretta Scott : Dona Lucia
- Howard Marion-Crawford : Sir Francis Chesney
- Martin Miller : Photographe
- Neville Phillips : Étudiant (non crédité)